# Догель, Валентин Александрович
Валентин Александрович До́гель (1882—1955) — русский и советский зоолог, профессор (1913), член-корреспондент АН СССР (1939), заслуженный деятель науки Казахской ССР (1944). Лауреат Ленинской премии.

## Биография
Родился 26 февраля (10 марта) 1882 года в Казани в семье гистолога и эмбриолога Александра Станиславовича Догеля.
В 1904 году окончил Императорский Санкт-Петербургский университет и был оставлен в университете для подготовки к профессорскому званию. С 1913 года — профессор Петербургского университета. Одновременно читал лекции в Императорском женском педагогическом институте.
В 1914 году — организатор и участник длительной (с апреля по август) зоологической экспедиции в Восточную Африку, совместно с зоологом И. И. Соколовым (1885—1972). Успешную в научном плане экспедицию пришлось досрочно прервать из-за начавшейся в августе Первой мировой войны.
В 1915 году в звании поручика участвовал в Первой мировой войне (проходил службу на военно-санитарном транспорте). Летом 1916 года возобновил научную деятельность.
С 1923 года — организатор и руководитель лабораторией паразитологии в Ленинградском ихтиологическом институте (ВНИОРХ). Член-корреспондент АН СССР (1939).
С началом Великой Отечественной войны был отправлен в эвакуацию в Алма-Ату, где стал первым директором Института зоологии Казахского филиала АН СССР, руководил кафедрой зоологии беспозвоночных Казахского государственного университета.
С 1944 года — заведующий лабораторией протистологии в ЗИН АН СССР.
Руководитель более 40 экспедиций по изучению водоёмов СССР.
Умер 1 июня 1955 года. Похоронен на Литераторских мостках Волковского кладбища.

## Награды и премии
- орден Ленина (1953)
- орден Трудового Красного Знамени (11.06.1945)
- Ленинская премия (1957 — посмертно) — за научный труд «Общая протистология» (1951)

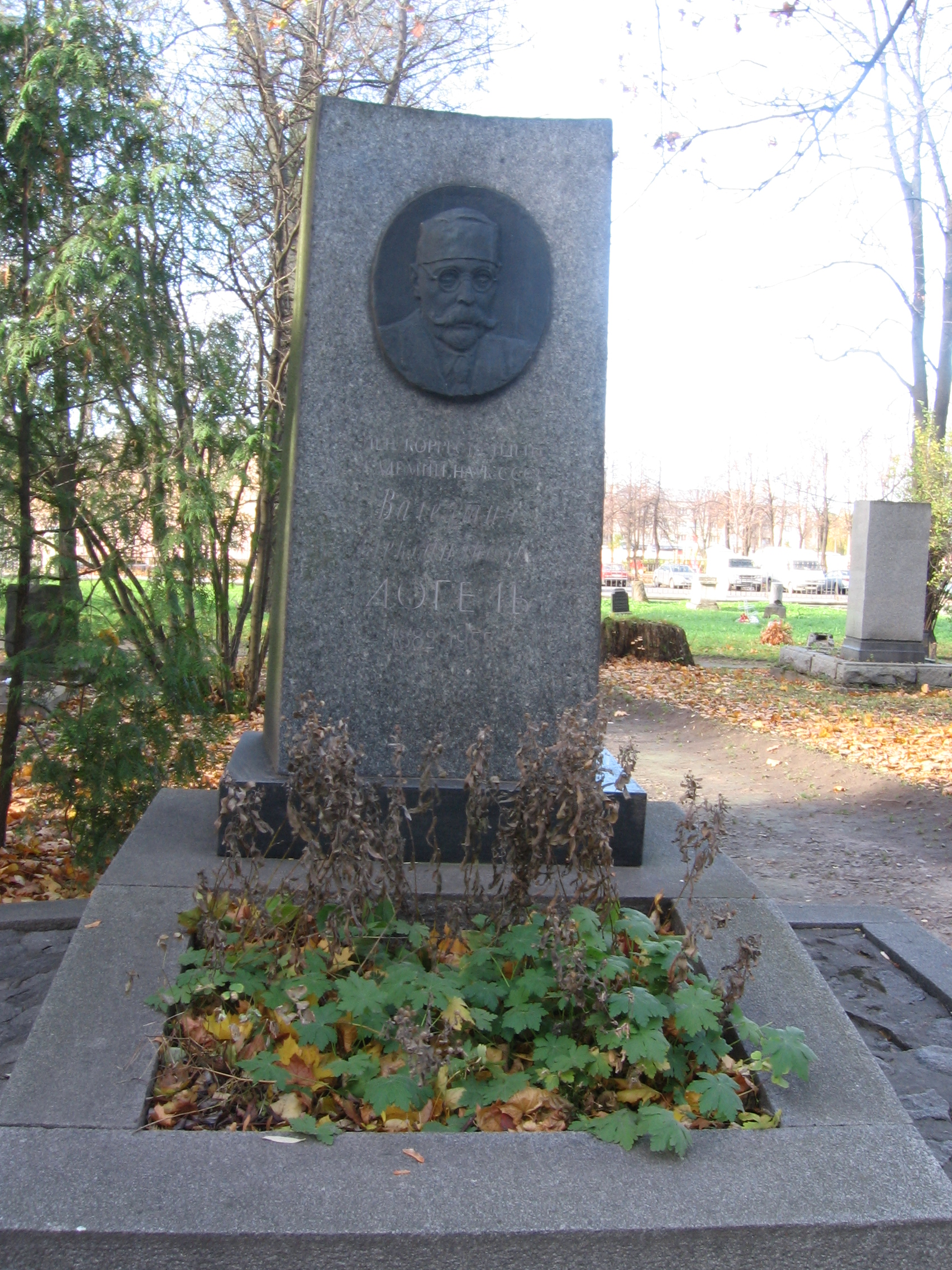
Надгробие В. А. Догеля на Литераторских мостках

## Научные труды
Труды учёного (более 100 работ) посвящены проблемам протозоологии, эмбриологии, сравнительной анатомии беспозвоночных животных и паразитологии. Им была открыта важная закономерность эволюции — принцип полимеризации гомологичных органов и олигомеризации гомологичных органов.
Знаменитый учебник В. А. Догеля «Зоология беспозвоночных» до настоящего времени используется студентами-биологами и является одним из основных учебников по данному курсу. Он выдержал несколько изданий.

## Основные публикации
- Catenata: Орг. рода Haplozoon и некоторых сходных с ним форм. — Санкт-Петербург: тип. М.М. Стасюлевича, 1910. — 142 с.
- Материалы по истории развития Pantopoda. — Санкт-Петербург: тип. М.М. Стасюлевича, 1913. — 229 с.
- Натуралист в Восточной Африке. — Пг.; М.: Изд. А. С. Панафидиной, 1916. — 112 с.
- Полгода в тропиках / Под ред. проф. С. Г. Григорьева. — Л.: Госиздат, 1924. — 96 с. — (Библиотека путешествий: Серия вторая. № 2).
- Паразитарные заболевания рыб. — М.: Сельхозгиз, 1932. — 152 с.
- Учебник зоологии беспозвоночных. — Л.: Биомедгиз, 1934. — 528 с.
- Сравнительная анатомия беспозвоночных. Часть 1. — Л.: Учпедгиз, 1938. — 600 с. — 3000 экз.
- Догель В. А., Пешков М. А., Гусева Н. В. Бактериальные заболевания рыб. — М.: Пищепромиздат, 1939. — 114 с.
- Догель В. А., Быховский Б. Е. Паразиты рыб Каспийского моря / АН СССР. Комиссия по комплексному изучению Каспийского моря. — М.; Л.: Изд-во АН СССР, 1939. — 152 с. — (Труды КАСП; VII).
- Курс общей паразитологии. — Л.: Учпедгиз, 1941. — 288 с.
  - Курс общей паразитологии. — 2-е изд., доп. — Л.: Учпедгиз, 1947. — 372 с.
- Зоология беспозвоночных. — М.: Советская наука, 1947. — 528 с.
- Корифеи русской эмбриологии : Стенограмма публичной лекции, прочитанной в 1948 г. в Ленинграде / чл.-кор. Акад. наук СССР проф. В. А. Догель; Всесоюз. о-во по распространению полит. и науч. знаний. Ленингр. отд-ние. — Л.: (Тип. им. Володарского), 1948. — 24 с.
- Общая протистология. — М.: Советская наука, 1951. — 604 с.
- Догель В. А. Олигомеризация гомологичных органов как один из главных путей эволюции животных. — Л.: Изд-во ЛГУ, 1954. — 368 с.
- Догель В. А., Бауэр О. Н. Борьба с паразитарными заболеваниями рыб в прудовых хозяйствах. — М.: Изд-во АН СССР, 1955. — 88 с.
- Общая паразитология / Переработано и дополнено Ю. И. Полянским и Е. М. Хейсиным. — Л.: Изд-во Ленингр. ун-та, 1962. — 464 с. — 4000 экз.
- Догель В. А., Полянский Ю. И., Хейсин Е. М. Общая протозоология / Отв. ред. Ю. И. Полянский; АН СССР, Ин-т цитологии. — М.; Л.: Изд-во АН СССР, 1962. — 592 с. — 3000 экз.
- Зоология беспозвоночных: Учебник для ун-тов / Под ред. проф. Ю. И. Полянского. — Изд. 7-е, перераб. и доп. — М.: Высшая школа, 1981. — 606 с. — 50 000 экз.